# Karl Gustav Schmidt
Karl Gustav Schmidt (meist Gustav Schmidt; * 5. Februar 1829 in Duderstadt, Provinz Sachsen; † 2. Januar 1892 in Halberstadt, Provinz Sachsen) war ein deutscher Gymnasialdirektor und Regionalhistoriker in Halberstadt.

## Leben
Da sein Vater früh verstarb, kam Karl Gustav Schmidt im Alter von zehn Jahren zu seinem Onkel, dem Schulrat Schmidt, nach Eisenach, wo er von 1839 bis 1846 das Martin-Luther-Gymnasium besuchte und das Abitur ablegte. Danach studierte Gustav Schmidt an der Georg-August-Universität in Göttingen und Universität in Berlin Philologie. 1855 wurde er zum Doktor der Philosophie promoviert. 
Gustav Schmidt arbeitete anschließend  als Lehrer an verschiedenen Gymnasien, bevor er 1871 zum Direktor des Domgymnasiums Halberstadt berufen wurde, das er bis 1891 leitete.

## Weitere wissenschaftliche Tätigkeiten
Gustav Schmidt war Mitglied des Harzvereins für Geschichte und Altertumskunde und der Historischen Kommission der Provinz Sachsen. Von 1860 bis 1866 war er Assessor in der Göttinger Akademie der Wissenschaften.
Einige Archivmaterialien, die von ihm im Halberstädter Domgymnasium gesammelt worden waren, kamen nach dem Zweiten Weltkrieg in die Sowjetunion. Sie werden heute als „Dokumentensammlung Gustav Schmidt“ in der Bibliothek der Moskauer Lomonossow-Universität aufbewahrt.

## Schriften (Auswahl)

### Monographien
siehe auch Digitalisate
- Urkundenbuch der Stadt Göttingen (= Urkundenbuch des historischen Vereins für Niedersachsen. H. 6–7). 2 Bände. Hahn, Hannover 1863 und 1867; Neudruck: Scientia, Aalen 1974, ISBN 3-511-06230-6.
- Münz- und Medaillen-Kabinet des Grafen Karl zu Inn- und Knyphausen. Culemann, Hannover 1872.
- Urkundenbuch der Stadt Halberstadt. 2 Bände. Halle 1878, 1879. Band 1, 2,   2
- Urkundenbuch des Hochstifts Halberstadt und seiner Bischöfe (= Publikationen aus den k. preußischen Staatsarchiven. Bd. 17, 21, 27, 40). 4 Bände. Hirzel, Leipzig 1883, 1884, 1887 und 1889; Neudruck: O. Zeller, Osnabrück 1965 und 1966.
- Beschreibende Darstellung der älteren Bau- und Kunstdenkmäler des Kreises Oschersleben (= Beschreibende Darstellung der älteren Bau- und Kunstdenkmäler der Provinz Sachsen und angrenzender Gebiete. H. 14). Otto Hendel, Halle an der Saale 1891.

### Aufsätze
- Die Handschriften der Gymnasial-Bibliothek. Teil 1. In: Oster-Programm / Königliches Dom-Gymnasium zu Halberstadt, 1878 doi:10.17192/eb2011.0324
- Die Handschriften der Gymnasial-Bibliothek. Teil 2. In: Oster-Programm / Königliches Dom-Gymnasium zu Halberstadt, 1881 doi:10.17192/eb2011.0323